# Expo 1992 (Siviglia)
L'Esposizione universale del 1992 si è svolta a Siviglia dal 20 aprile al 12 ottobre con il tema L'era delle scoperte. La data di conclusione della Expo venne scelta per celebrare il quinto centenario della scoperta dell'America. L'esposizione raggiunse quasi i 42 milioni di visitatori.

## Sito
Il sito espositivo dell'esposizione fu un'area di circa 240 ettari situata sulla cosiddetta isola della Cartuja, una fetta di terra compresa tra il fiume Guadalquivir e il canale della Cartuja, nella zona nord della città, ai confini con il municipio di Santiponce.

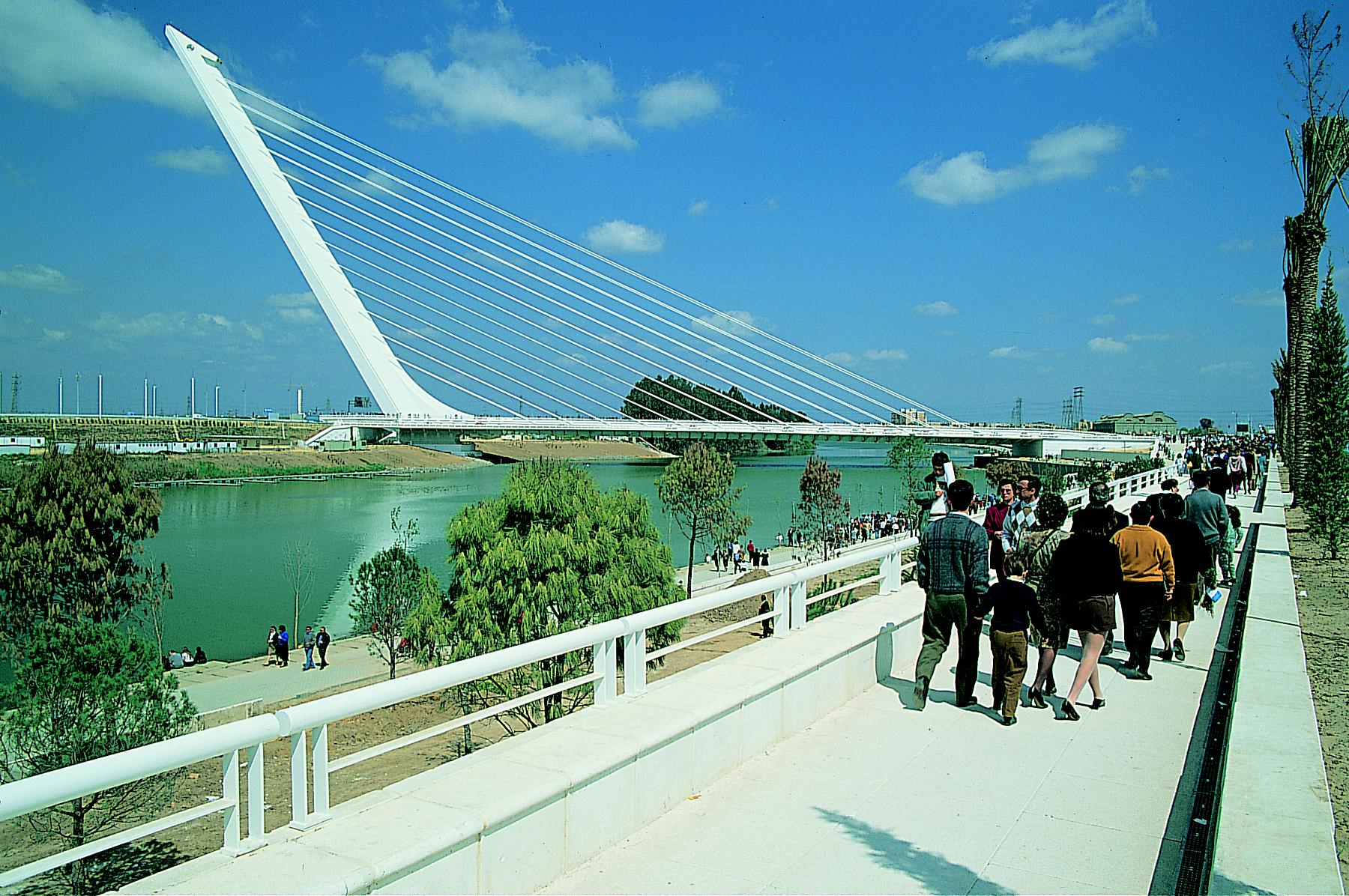
Ponte dell'Alamillo

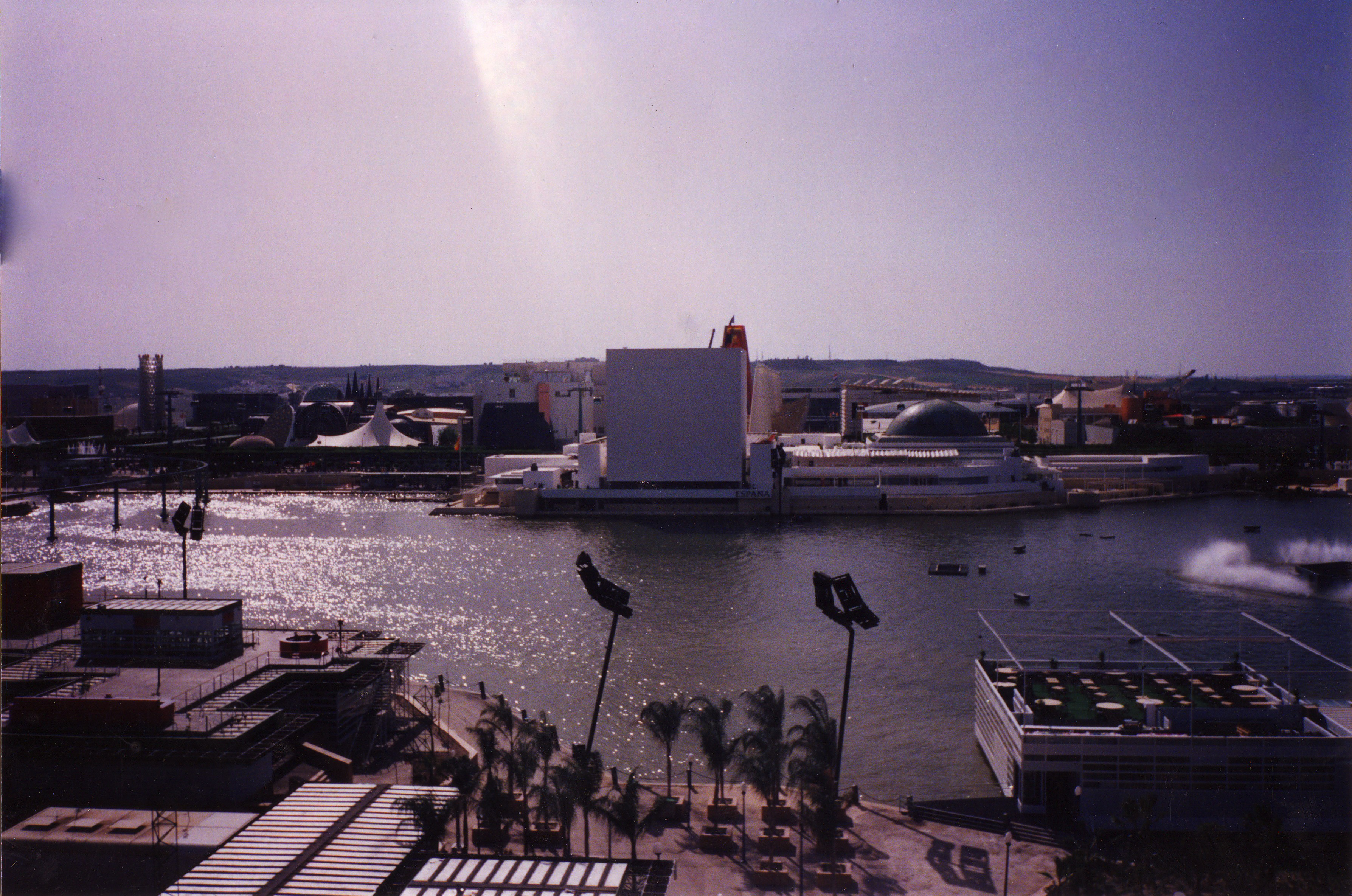
Padiglione spagnolo

Per l'ingresso al sito furono previsti sette ingressi, elencati qui di seguito a partire da quello posto più a sud e in senso antiorario:
- Porta Triana
- Porta del Guadalquivir, in corrispondenza del Porto Expo, punto di arrivo dei battelli fluviali
- Porta Cartuja, posta sulla riva opposta del fiume Guadalquivir e caratterizzata dalla presenza della stazione della teleferica e dal Ponte dell'Alamillo
- Porta Barqueta, in corrispondenza del Puente de la Barqueta
- Porta Italica
- Porta Aljarafe-Danone
- Porta Reale, in corrispondenza del padiglione omonimo

L'area dell'Expo venne suddivisa in cinque settori:
- Zona internazionale

In questa parte del sito erano ospitati i padiglioni dei Paesi partecipanti e quelli delle aziende. La zona, di forma rettangolare, era delimitata da due lunghi viali: Viale delle Scoperte e Viale delle Acacie; trasversalmente era invece tagliata da cinque viali di cui solo due con un nome ben preciso: Viale dell'Europa (dove era presente il padiglione della Comunità Europea e su cui si affacciavano numerosi paesi europei), e Viale delle Palme.
- Zona del lago di Spagna

Questo settore prendeva il nome dal grande lago artificiale attorno al quale era posizionato il padiglione spagnolo, oltre che i padiglioni delle comunità autonome spagnole, il padiglione delle Nazioni Unite e Plaza de America, ovvero il padiglione delle nazioni e organizzazioni americane (OSA, e altri).
- Zona dei giardini

Una delle due grandi aree verdi presenti all'interno del recinto della Expo venne (e tuttora è) chiamata Giardini del Guadalquivir. Al suo interno la torre Banesto, il grande padiglione tematico PIazza del Futuro e l'Auditorium Rocío Jurado.
- Zona del monastero

Seconda area verde, comprendeva il Monastero di Santa Maria de las Cuevas altrimenti conosciuto come Monastero de la Cartuja, restaurato per l'occasione. In questo settore anche il padiglione reale e il Padiglione del XV secolo. Adiacente a quest'area vi era la zona dedicata ai servizi con l'eliporto e gli uffici amministrativi della società di gestione dell'evento.
- Zona del porto

All'estremo sud del sito espositivo si trovava questo settore che comprendeva effettivamente un porto fluviale oltre al Padiglione della Navigazione, al Padiglione delle Scoperte e al padiglione Ambiente '92, dedicato alle aziende.

## Partecipanti
Parteciparono all'esposizione di Siviglia 113 Paesi, tutte le comunità autonome spagnole, e numerose organizzazioni internazionali e aziende.
| Paesi | Paesi  | Paesi  | Paesi  |
| Africa | Africa | Africa | Africa |
| --- | ------ | ------ | ------ |
| - Angola - Algeria - Capo Verde - Camerun - Rep. del Congo - Costa d'Avorio - Egitto - Gabon - Guinea-Bissau - Guinea Equatoriale - Kenya - Libia - Marocco - Mauritania - Niger - São Tomé e Príncipe - Senegal - Tunisia - Zimbabwe |        |        |        |
| Americhe |        |        |        |
| - Antigua e Barbuda - Argentina - Bahamas - Bolivia - Brasile - Canada - Cile - Colombia - Costa Rica - Cuba - Dominica - Ecuador - El Salvador - Giamaica - Grenada - Guatemala - Haiti - Honduras - Messico - Montserrat - Nicaragua - Panama - Paraguay - Perù - Porto Rico - Rep. Dominicana - Saint Lucia - Saint Vincent e Grenadine - Saint Kitts e Nevis - Stati Uniti - Trinidad e Tobago - Uruguay - Venezuela |        |        |        |
| Asia |        |        |        |
| - Arabia Saudita - Cina - Corea del Sud - Emirati Arabi Uniti - Filippine - India - Iraq - Israele - Giappone - Giordania - Kuwait - Malaysia - Oman - Pakistan - Singapore - Sri Lanka - Siria - Thailandia - Yemen |        |        |        |
| Europa |        |        |        |
| - Andorra - Austria - Belgio - Bulgaria - Cecoslovacchia - Cipro - Città del Vaticano - Danimarca - Estonia - Finlandia - Francia - Germania - Grecia - Irlanda - Islanda - Italia - Lettonia - Lituania - Lussemburgo - Malta - Monaco - Norvegia - Paesi Bassi - Polonia - Portogallo - Regno Unito - Romania - Russia - Spagna - Svezia - Svizzera - Turchia - Ungheria - Jugoslavia                                  |        |        |        |
| Oceania |        |        |        |
| - Australia - Figi - Isole Salomone - Nuova Zelanda - Papua Nuova Guinea - Tonga - Tuvalu - Vanuatu |        |        |        |
| Organizzazioni |        |        |        |
| - Banco Interamericano de Desarrollo - CIO - CRI - Lega araba - Nazioni Unite - OSA - Organización Panamericana de la Salud - Unione europea |        |        |        |
| Regioni e città |        |        |        |
| - Andalusia - Aragona - Asturie - Baleari - Canarie - Cantabria - Castiglia e León - Castiglia-La Mancia - Catalogna - Estremadura - Galizia - La Rioja - Madrid - Murcia - Navarra - Paesi Baschi - Comunità Valenciana |        |        |        |
| Partecipanti non ufficiali |        |        |        |
| |        |        |        |
| Aziende |        |        |        |
| - Cruzcampo - El Corte Inglés - Fujitsu - ONCE - Retevisión - Siemens - Xerox |        |        |        |

### Padiglioni nazionali
I padiglioni dei partecipanti vennero costruiti nella zona compresa tra l'ingresso di Puerta del Aljarafe e il lago di Spagna. Tra questi, i seguenti furono collettivi, ovvero ospitavano più nazioni nella stessa struttura:
- Padiglione americano (Plaza de America): Argentina, Bolivia, Brasile, Colombia, Costa Rica, Ecuador, El Salvador, Guatemala, Honduras, Nicaragua, Panama, Paraguay, Perù, Repubblica Dominicana, Uruguay, Haiti.
- Padiglione Caraibi: Antigua e Barbuda, Bahamas, Dominica, Grenada, Giamaica, Montserrat, Saint Kitts e Nevis, Saint Vincent e Grenadine, Saint Lucia, Trinidad e Tobago.
- Padiglione dei Paesi Arabi: Egitto, Giordania, Siria
- Padiglione Africano (Plaza de Africa): Angola, Capo Verde, Camerun, Repubblica del Congo, Costa d'Avorio, Gabon, Guinea Equatoriale, Guinea-Bissau, Kenya, Mozambico, Nigeria, São Tomé e Príncipe, Senegal, Zimbabwe, Zambia
- Padiglione delle Isole del Pacifico del Sud
- Padiglione delle Repubbliche Baltiche: Estonia, Lettonia, Lituania-

## Immagine della Expo

### Mascotte
La mascotte ufficiale di Expo '92 fu Curro (diminutivo del nome Francisco) un pappagallo con becco e cresta multicolore.

## Dopo la Expo

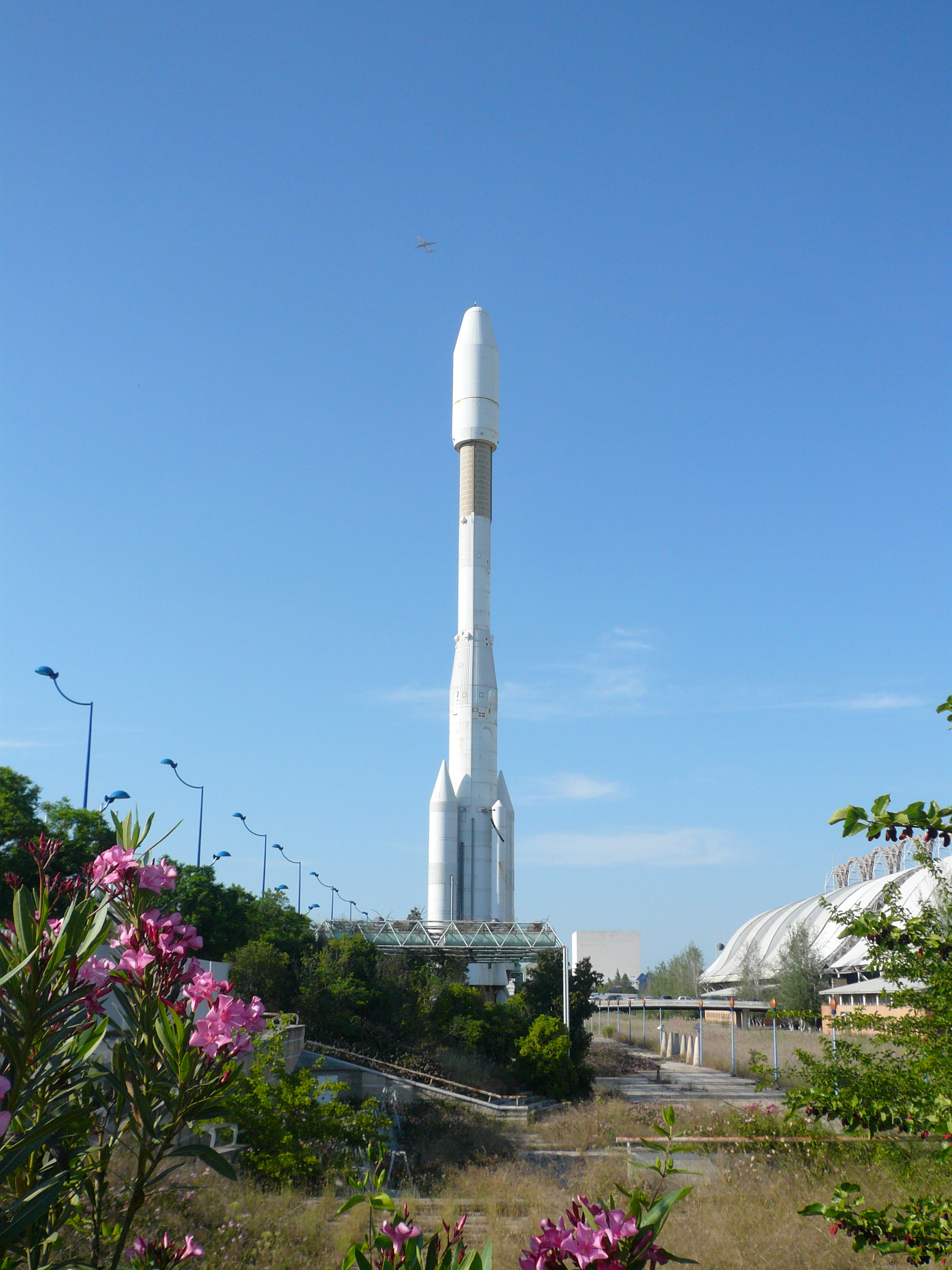
Stato attuale della zona Expo'92

Al termine dell'Esposizione universale l'area che ospitò i padiglioni venne trasformata in un parco tecnologico chiamato Cartuja 93 e in un parco tematico chiamato Isla Mágica (Isola Magica), oltre che in zona ad uso amministrativo e universitario. Ampie parti della zona però sono ora in completo degrado come il Parco del Guadalquivir o il Giardino delle Americhe, e strutture presenti durante il periodo di esposizione, come la monorotaia e la teleferica, sono rimaste inutilizzate.

## Galleria d'immagini

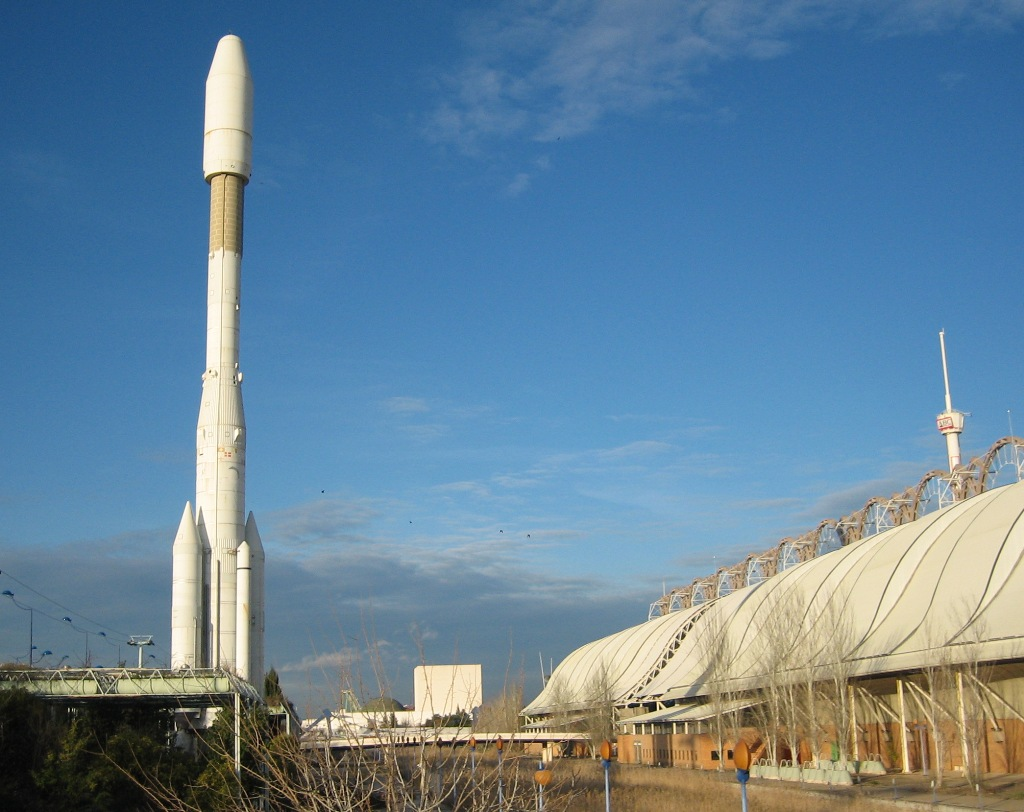
Il razzo Ariane 4
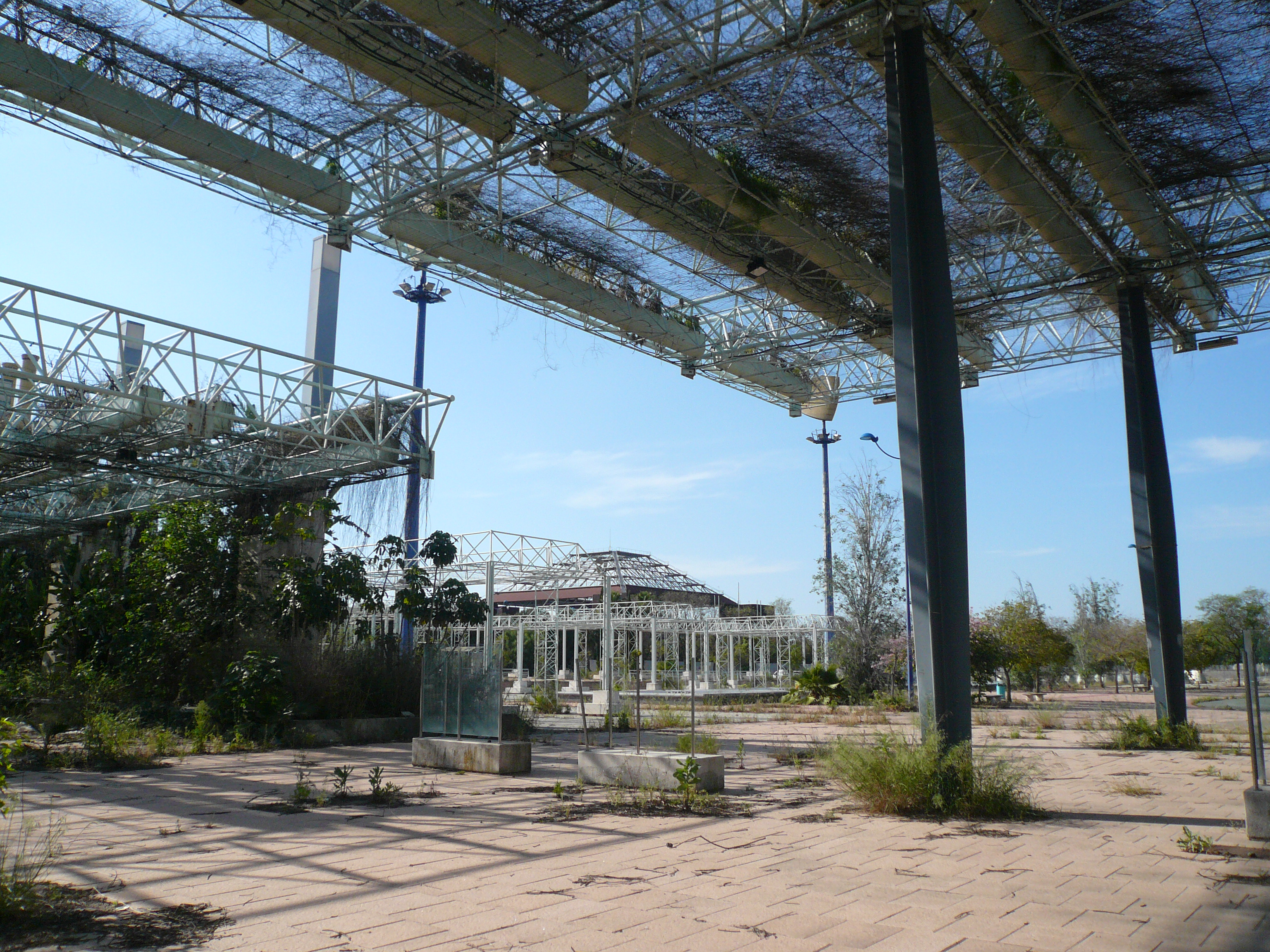
Stato attuale di alcuni padiglioni della Expo
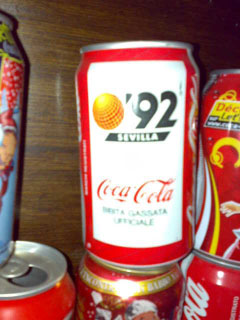
Lattina di Coca Cola che pubblicizza la Expo '92
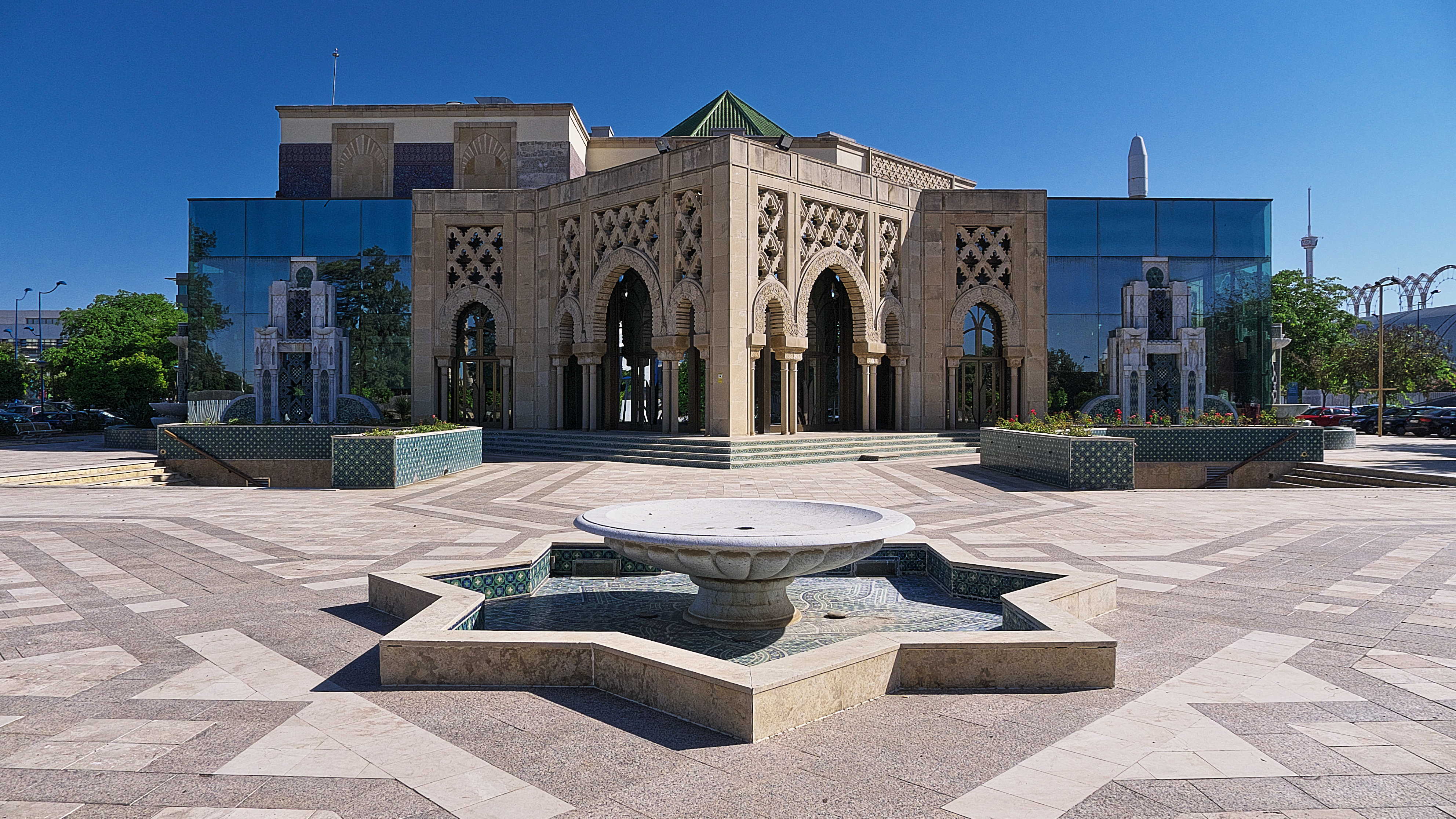
Padiglione del Marocco